# Колібрі-зеленохвіст
Колі́брі-зеленохві́ст (Polytmus) — рід серпокрильцеподібних птахів родини колібрієвих (Trochilidae). Представники цього роду мешкають в Південній Америці.

## Види
Виділяють три види:
- Колібрі-зеленохвіст золотистий (Polytmus guainumbi)
- Колібрі-зеленохвіст тепуйський (Polytmus milleri)
- Колібрі-зеленохвіст гвіанський (Polytmus theresiae)

## Етимологія
Наукова назва роду Polytmus походить від слова дав.-гр. πολυτιμος — коштовний, цінний.